# Espaço triangular
O espaço triangular é um espaço anatômico do membro superior humano.

### Limites
Os seus 3 limites são os seguintes:
- Superiormente: Borda inferior do músculo redondo menor
- Inferiormente: Borda superior do músculo redondo maior
- Lateralmente: Borda medial do cabo longo do tríceps braquial

### Conteúdo
A artéria escapular circunflexa passa através deste espaço para se unir às anastomoses escapulares.